# Юридическая консультация

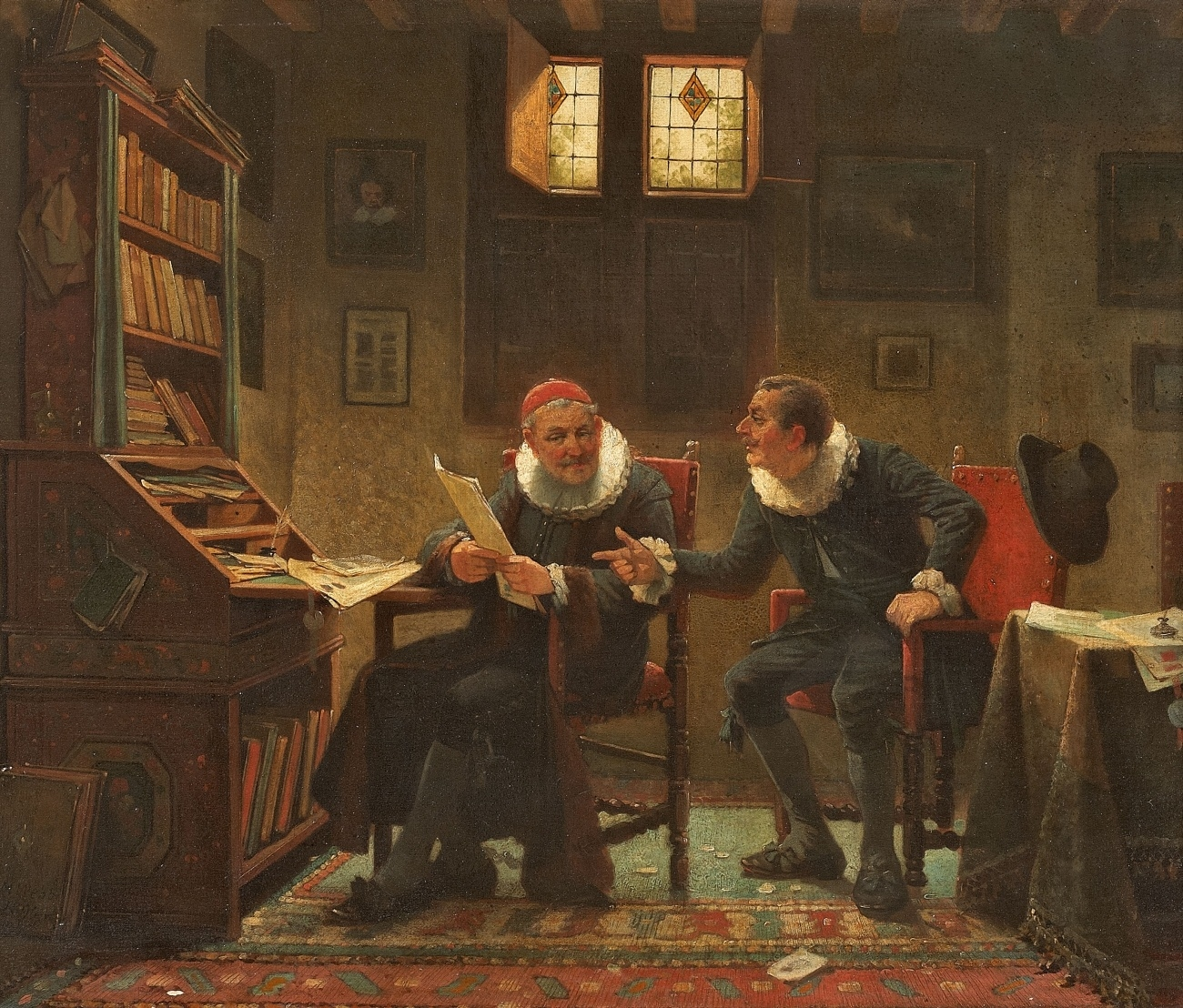
У адвоката. Худ. Чарльз Меер Уэбб, 1894 г.

Юриди́ческая консульта́ция — словосочетание имеющее два значения:
1. Юридическое лицо.
2. Юридический совет.

## Юридическое лицо
Юридическая консультация — одна из форм адвокатского образования в России, специализирующаяся на даче рекомендаций в области юриспруденции.
Такая форма деятельности адвокатов распространена преимущественно в России. Среди зарубежных юридических фирм, как правило, нет чисто консультационных. Эти услуги оказывают специализированные отделы фирм, в которых одновременно с консультативными существуют специализированные судебные подразделения. Консультативные — консультируют, составляют контракты, анализируют правовые аспекты коммерческой деятельности, тогда как судебные представляют интересы клиентов в судах, отвечают за судебную документацию, обеспечение доказательной базы и подобные вопросы.

## Юридический совет
Юридическая консультация — выдача профессиональной рекомендации относительно оптимальных действий в конкретной ситуации и условиях сложившегося правоприменения.
Как правило юридические консультации являются платными. Однако в некоторых случая их оказывают безвозмездно, обозначая латинским термином «pro bono». Такая практика имеет преимущественное распространение в Великобритании и США. В Европе в меньшей степени. В России, хотя первый опыт и относится к 1864 году, в настоящее время применяется весьма ограниченно.
В условиях современного развития Интернета доступ к консультационным услугам существенно упростился. Это связано, как с возможностью сравнительно простого личного знакомства с законодательной базой и комментариями по ней, так и с тем, что всё большее число юридических компаний предлагает ответы на правовые вопросы непосредственно через свою интернет-службу.